# Sheffield (Massachusetts)
Sheffield è un comune degli Stati Uniti d'America facente parte della contea di Berkshire nello stato del Massachusetts.